# 达米洛拉·阿德格比特
达米洛拉·阿德格比特（英語：Damilola Adegbite，1985年5月18日—），尼日利亚女演员、模特和主持人，生于拉各斯州苏鲁莱雷。她在肥皂剧《金丝带》扮演瑟勒玛·杜克（Thelema Duke），并在电影《卖花姑娘》扮演凯米·威廉姆斯（Kemi Williams）。阿德格比特曾获2011年尼日利亚娱乐奖最佳电视剧女主角。

## 生平
达米洛拉生于拉各斯州苏鲁莱雷，在亚巴拉各斯皇后学院念中学，再到奥孙州伊沃鲍文大学学习工商管理。《金丝带》是她的处女作。她还参演电视广告，担任电视节目主持人。

## 个人生活
2014年8月，阿德格比特与克里斯·阿托赫订婚，两人均为《金丝带》演员，相识于片场。同年9月，生下一子。2015年2月14日，阿德格比特和阿托赫在加纳阿克拉举办婚礼。
2017年9月，阿德格比特在Instagram账号简介删除克里斯·阿托赫的名字，并取消关注阿托赫，删除有他的照片，引发两人婚姻破裂的传闻。阿托赫随后证实两人已离婚。

## 作品

### 电影
| 年份   | 名称                           | 角色              | 备注  | 来源   |
| ------ | ------------------------------ | ----------------- | ----- | ------ |
| 2006年 | 《离圣诞节还有6小时》          |                   |       |        |
| 2013年 | 《卖花姑娘》                   | 凯米·威廉姆斯（Kemi Williams） |       |        |
| 2017年 | 《失踪》（The Missing）                   | 阿莱罗（Alero）        |       | [ 9 ]  |
| 2017年 | 《香蕉岛的幽灵》               | 自己              | Cameo | [ 10 ] |
| 2017年 | 《择爱》                       | Joke              |       |        |
| 2018年 | 《快活四侠：真正的约鲁巴恶魔》 | 德拉·楚库（Dera Chukwu）     |       |        |
| 2018年 | 《爱自拉各斯》                 | 萨曼莎（Samantha）        |       |        |
| 2019年 | 《从疯狂中走出来》             | 奥英·马丁斯（Oyin Martins）   |       |        |
| 2019年 | 《天堂的地狱》                 | 珍妮特·科尔（Janet Cole）   |       |        |
| 2019年 | 《快乐男人II：另一项任务》     | 德拉·楚库（Dera Chukwu）     |       |        |
| 2020年 | 《西沃库十字路口》             |                   |       |        |

### 电视剧
| 年份           | 名称         | 角色                | 备注 |
| -------------- | ------------ | ------------------- | ---- |
| 2008年－2012年 | 《金丝带》   | 瑟勒玛·杜克（Thelema Duke）     |      |
| 2015年至今     | 《30岁之前》 | 特米洛拉·科克尔（Temilola Coker） |      |